# Filmgeschichte Thiersee
Thiersee war 1946 bis 1952 Zentrum des österreichischen Films der Nachkriegszeit. Eingerichtet wurde das bis heute einzige Filmatelier Tirols im damals leer stehenden Passionsspielhaus. Im genannten Zeitraum wurden 18 Spielfilme produziert. Produktionsländer waren Österreich, Deutschland, Frankreich, die Schweiz und England.
Ende 1952 wurde das Filmatelier in Thiersee von der ÖFA aufgegeben.

## Wie der Film nach Thiersee kam
1946 beginnt der Innsbrucker Regisseur und Produzent Eduard Wieser mit den Dreharbeiten für Wintermelodie, einem der ersten österreichischen Nachkriegsfilme neben Géza von Cziffras Glaube an mich. Die Hauptrollen spielen neben dem berühmten Skirennfahrer Rudi Matt die Schauspieler Franz Eichberger, Rudolf Brix, Ilse Peternell und der junge Dietmar Schönherr. Hinter der Kamera steht Walter Riml, ein erfahrener Bergfilmspezialist. Er erlernte die Kameratechnik bei Arnold Fanck und gehörte zur sogenannten „Freiburger Schule“.
Die Außenaufnahmen werden in der Umgebung von Innsbruck, Kitzbühel, Seefeld, St. Anton und Zürs am Arlberg abgedreht. Für die Innenaufnahmen steht jedoch kein geeignetes Studio zur Verfügung. Durch den Kufsteiner Hubert Koffou, für den Film als Skifahrer und Träger engagiert, wird das Filmteam auf das leerstehende Passionsspielhaus in Thiersee aufmerksam gemacht. Regisseur Wieser, Kameramann Walter Riml und Hubert Koffou besichtigen das Gebäude, welches durch seine Größe für Studioaufnahmen hervorragend geeignet ist. Da das Haus während des Krieges zunächst als Gefangenenlager für ukrainische Zwangsarbeiter und in den letzten Kriegswochen als Materiallager der SS für den Aufbau der „Alpenfestung“ diente, befindet es sich 1946 in einem desolaten und maroden Zustand.
Unter der Voraussetzung, dass es Hubert Koffou, inzwischen lokaler Verbindungsmann des Filmteams, gelingen wird das Haus rasch instand zu setzen und filmreif auszustatten, entschließt sich Eduard Wieser das Gebäude für die Innenaufnahmen des Films anzumieten.
Der damalige Thierseer Bürgermeister Maierhöfer erkennt die Möglichkeiten und Chancen für die Gemeinde, verspricht doch ein ortsansässiges Filmatelier Arbeit und Brot für viele Menschen.
Mit herausragendem Engagement dieses Bürgermeisters, des Thierseer Zimmermanns und früheren Christusdarstellers bei den Passionsspielen, Alois Kaindl, den Kufsteiner Firmen Jäger und Eder und der Wörgler Faserplattenfabrik wird in kürzester Zeit aus dem Passionsspielhaus ein vollwertiges Filmstudio. Die beteiligten Firmen stellen das benötigte Holz, Nägel, Schrauben und Faserplatten für den Innenausbau auf Bezugsscheinen zur Verfügung und auch ein Geldvorschuss wird gewährt. Durch die Unterstützung des französischen Generals Émile Béthouart und des damaligen Landeshauptmanns Weißgatterer kann der Vorschuss zurückgezahlt werden.
Später erzählt Regisseur Eduard Wieser, dass nur der grenzenlose Optimismus und fanatische Arbeitswille aller seiner Mitarbeiter, sowie die große Unterstützung und das Vertrauen der einheimischen Firmen und der Bevölkerung Thiersees die Realisierung des ersten Films überhaupt erst möglich gemacht haben.
Am 14. August 1947 feiert eine der ersten österreichischen Nachkriegsproduktionen „Wintermelodie“ ihre Weltpremiere in Wien.

## Das Filmatelier am See
In der Folgezeit wird das Thierseer Atelier am See weiter ausgebaut. Mit seinen zahlreichen technischen Neuerungen ist es die modernste Filmaufnahmehalle Österreichs. Ein neu errichteter Anbau enthält Garderobe- und Schminkräume, in einem weiteren wird eine Gaststätte eingerichtet. Ateliers für Filmarchitekten und Filmhandwerker, für Bildhauer, Tischler und Maler entstehen. Die ehemaligen Kulissenräume werden zu kleinen Aufenthaltsräumen für die Schauspieler umgebaut.
In diesem hochmodernen Thierseer Filmatelier werden insgesamt achtzehn abendfüllende Spielfilme produziert. Darunter befinden sich bekannte und herausragende Filme wie Das doppelte Lottchen, Eroica, Blaubart und „Maria Chapdelaine“. Französische, englische, deutsche, österreichische und schweizerische Produktionsfirmen sind an den verschiedenen Filmen beteiligt.
Stars wie Oskar Werner, Curd Jürgens, Attila Hörbiger, Paula Wessely, Hilde Krahl, Brigitte Horney oder Hans Albers stehen in Thiersee vor der Kamera.
Viele Thierseer finden als Statisten, Techniker, Bürokräfte oder Helfer Arbeit beim Film.
Bis ca. 1950 wird in Thiersee eine Summe von rund 8 Millionen Schilling an Löhnen für Arbeiter, Angestellte und Komparsen, in Beherbergungs- und Gaststättenbetrieben umgesetzt.
Mitte 1952 wird die aufstrebende Filmgemeinde Thiersee mit ihrem modernen Atelier, trotz der getätigten Investitionen in Millionenhöhe, von der ÖFA (Wienfilm) zugunsten ihrer Wiener Studios aufgegeben.

## Filmproduktionen in Thiersee
1946: Wintermelodie (Les Amours de Blanche Neige)
mit Dietmar Schönherr, Ilse Peternell, Erika Matejka, Franz Eichberger, Rudi Matt /
Regie: Eduard Wieser – Kamera: Walter Riml
1947/49: Eroica
mit Ewald Balser, Judith Holzmeister, Iván Petrovich, Oskar Werner /
Regie: Walter Kolm-Veltée – Kamera: Günther Anders
1948: Die Verjüngungskur (Nach Regen folgt Sonne) mit Lotte Lang, Olga von Togny, Josef Egger, Paul Löwinger, Hermann Erhard, Martha Marbo /
Regie: Harald Röbbeling – Kamera: Walter Riml
1948: Die Weiße Nacht (Urteil einer Nacht/La Nuit Blanche)
mit Claude Farell (= Monika Burg), Pierre Brasseur /
Regie: Richard Pottier – Kamera: Robert Le Febvre
1948/49: Angela – Weißes Gold
mit Robert Freitag, Alma Seidler, Ursula Lingen /
Regie: Eduard von Borsody – Kamera: Walter Riml
1948: Die Frau am Weg
mit Willi Forst, Brigitte Horney, Robert Freitag, Alma Seidler, Heinrich Gretler, Ursula Lingen /
Regie: Eduard von Borsody – Kamera: Walter Riml
1949: Maria Chapdelaine
mit Michèle Morgan, Kieron Moore, Jack Whiting, Francis de Wolf /
Regie: F. Mogle – Kamera: Armand Thirard
1949: The Wonderkid (Entführung ins Glück/Das Wunderkind/The Wonderboy)
mit Bobby Henrey, Christa Winter, Robert Shackleton, Oskar Werner /
Regie: Karl Hartl – Kamera: Robert Krasker
1949: Vagabunden der Liebe
mit Alma Seidler, Attila Hörbiger, Kurt Heintel, Paula Wessely /
Regie: Rolf Hansen – Kamera: Oskar Schnirch
1950: Lächeln im Sturm (Sturm über Alaska/A Smile in the Storm/Un sourire dans la tempete)
mit Curd Jürgens, Aglaija Schmid, Oskar Werner /
Regie: Rene Chanas – Kamera: Roger Dormoy
1950: Das doppelte Lottchen
mit Isa und Jutta Günther, Antje Weisgerber, Maria Krahn, Gaby Philipp, Senta Wengraf /
Regie: Josef von Baky – Kamera: Walter Riml – Drehbuch: Erich Kästner
1950: Der Teufel führt Regie (Teufelsparade, Dämonische Liebe)
mit Paul Hörbiger, Margot Hielscher, Fritz Muliar/
Regie: Kurt Meisel – Kamera: Helmuth Ashley
1950/1951: Weiße Schatten (Letzter Advent)
mit Hilde Krahl, Hans Söhnker, Claude Farell /
Regie: Helmut Käutner – Kamera: Helmuth Ashley
1951: Fräulein Bimbi (Das unmögliche Mädchen)
mit Hannelore Schroth, Paul Kemp, Hans Holt, Hans Albert Rettich, Hermann Thimig,
Hans Olden, Evelyn Künnecke /
Regie: Akos von Ratony – Kamera: Albert Benitz
1951: Blaubart
mit Hans Albers, Pierre Brasseur, Fritz Kortner, Arno Paulsen, Lina Carstens, Cécile Aubry /
Regie: Christian-Jaque – Kamera: Günther Christian Matras
1951: Der Weibsteufel
mit Kurt Heintel, Bruno Hübner, Hilde Krahl, Franz Muxeneder /
Regie: Wolfgang Liebeneiner – Kamera: Günther Anders/Hans Staudinger
1951: Nacht am Mont Blanc (Weiße Hölle Mont Blanc/Fegefeuer der Liebe)
mit Dietmar Schönherr, Dagmar Rom, Hans von Hohenbalken, Oskar Sima, Geraldine Katt /
Regie: Harald Reinl – Kamera: Walter Riml
1952: Der Mann in der Wanne (Verlobung in der Badewanne)
mit Gunther Philipp, Christa Winter, Axel von Ambesser, Wolf Albach-Retty, Lucie Englisch /
Regie: Franz Antel – Kamera: Hans Schneeberger

## Stars im Thierseer Atelier (Auswahl)
Wolf Albach-Retty – Hans Albers – Maria Andergast – Ekkehard Arendt – Cécile Aubry – Ewald Balser – Fred Barius – Otto Bolesch – Jan Boon – Pierre Brasseur – Viktor Braun – Siegfried Breuer – Hermann Brix – Rudolf Carl – Lina Carstens – Georges Chamrat – Espanita Cortez – Willy Danek – Marion Davis – Gerhard Deutschmann – Josef Egger – Karl Ehmann – Hermann Erhardt – Franz Eichberger – Lucie Englisch – Fernand Fabre – Claude Farell – Leila Fouad – Robert Freitag – Erik Frey – Geneviève Gérald – Heinrich Gretler – Hugo Gottschlich – Isa Günther – Jutta Günther – Carl Günther – Hertha von Hagen – Ina Halley – Rolf Hansen – Kurt Heintel – Bobby Henrey – Margot Hielscher – Paul Hörbiger – Attila Hörbiger – Hans Holt – Brigitte Horney – Judith Holzmeister – Karl Hruschka – Herbert Hübner – Curd Jürgens – Liesl Karlstadt – Erich Kästner – Geraldine Katt – Paul Kemp – Fritz Kortner – Hilde Krahl – Maria Krahn – Evelyn Künneke – Walter Ladengast – Philippe Lemaire – Lotte Lang – Ursula Lingen – Paul Löwinger – Günther Lüders – Rudi Matt – Kurt Meisel – Kieron Moore – Michèle Morgan – Peter Mosbacher – Franz Muxeneder – Reggie Nalder – Rolf von Nauckhoff – Dorothea Neff – Lizzi Neudecker – Elly Norden – Hans Olden – Arno Paulsen – Ilse Peternell – Iván Petrovich – Gunther Philipp – Gaby Philipp – Nancy Price – Rudolf Rhomberg – Henry Rollan – Françoise Rosay – Inge Rosenberg – Leopold Rudolf – Dietmar Schönherr – Hannelore Schroth – Jeanette Schultze – Karl Schwetter – Alma Seidler – Jacques Sernas – Helli Servi – Robert Shakelton – Oskar Sima – Hans Söhnker – Mimi Stelzer – Mar Stevens – Albert Strouhal – Phung Thi Nghien – Hermann Thimig – Oskar Togni – Otto Wägerer – Gustav Waldau – Jack Whiting – Oskar Wegrostek – Antje Weisgerber – Senta Wengraf – Oskar Werner – Paula Wessely – Francis De Wolff – Gertrud Wolle – Ferry Wondra – Gisa Wurm – Ludwig Zwickl

## Heute
Im April 2006 initiierten und gründeten Helma Türk und Dr. Christian Riml, Sohn des Kameramannes Walter Riml, den Verein "Freundeskreis Filmmuseum Thiersee". Bereits im August 2006, sechzig Jahre nach der ersten Filmproduktion im Thierseer Atelier, konnte die von Helma Türk, künstlerische Leiterin des Filmvereins, und Christian Riml konzipierte und betreute Ausstellung „Das Filmatelier am See“ eröffnet werden. Die Ausstellung erinnerte an die Filmgeschichte der Gemeinde. 2007 wurde die Ausstellung von Helma Türk um den Themenbereich „Filmland Tirol“ erweitert. Neben vielen Originaldokumenten, Filmplakaten, sowie den von Helma Türk recherchierten und verfassten Anekdoten und Geschichten rund um den Film, zeigte die Ausstellung damals auch seltene kinematographische Geräte, wie eine Laterna Magica, Kameras, Scheinwerfer oder Vorführgeräte. Im selben Jahr organisierten Türk und Riml den "Thierseer Filmsommer".
Der Tourismusverband Ferienland Kufstein erarbeitete 2008 das Konzept für einen Themenweg-Film, der 2009 umgesetzt wurde.
Ihre umfassenden Recherchen zur Geschichte des Tiroler Films und des ehemaligen Filmateliers veröffentlichte Helma Türk 2007 in dem Buch "Filmland Tirol".
Frau Türk legte 2008 ihre Tätigkeit als künstlerische Leiterin des Filmvereins nieder.
Danach wurde die Ausstellung im Filmmuseum Thiersee umgestaltet und wieder auf die Filmgeschichte von Thiersee reduziert. Es wurde in der Ausstellung auch der technische Ablauf einer Filmproduktion in der damaligen Zeit gezeigt.
Seit November 2010 ist die Filmausstellung im Passionsspielhaus geschlossen.